# Musical Youth
A Musical Youth egy brit reggae-együttes, melyet 1979-ben alapítottak meg Birminghamben. Legismertebb számuk az 1982-es Pass the Dutchie, amely számos ország slágerlistáját vezette. A dalból több mint 4 millió példány kelt el szerte a világon.

## Története
Az együttest 1979-ben alapította meg Kelvin és Michael Grant, valamint Frederick és Patrick Waite. Mindannyian jamaicai származásúak voltak.

## Tagok
- Frederick Waite Sr. — ének (1979-1981)
- Dennis Seaton — ének, elektromos gitár,  ütőhangszerek (1982–1985; 2001–)
- Michael Grant — ének, billentyűs hangszerek (1979–1985; 2001–)
- Kelvin Grant — ének, elektromos gitár (1979–1985)
- Freddie "Junior" Waite — dob (1979–1985))
- Patrick Waite — basszusgitár (1979–1985)

## Diszkográfia

### Stúdióalbumok
- 1982: The Youth of Today
- 1983: Different Style!
- 2018: When Reggae Was King

### Kislemezek
- 1981: Generals / Political
- 1982: Pass the Dutchie
- 1982: Youth of Today
- 1983: Never Gonna Give You Up
- 1983: Heartbreaker
- 1983: Tell Me Why
- 1983: 007
- 1983: Unconditional Love (Donna Summerrel)
- 1983: 16
- 1983: She’s Trouble
- 1984: Whatcha Talking ’Bout
- 1984: Let’s Go to the Moon
- 1986: On the Road

## Külső hivatkozások
- YouTube-videó. YouTube
- Musical Youth a Facebookon
- Musical Youth a Twitteren
- Musical Youth az Internet Movie Database oldalon (angolul)